# Quark lạ
Quark lạ là hạt cơ bản thuộc gia đình fermion, nhóm quark, thế hệ thứ hai. Quark lạ đến nay vẫn chưa được thực nghiệm, lý thuyết về hạt Strange được đưa ra vào năm 1964 bởi Murray Gell-Mann và George Zweig.